# Megadontomys
Megadontomys is een geslacht van zoogdieren uit de familie van de Cricetidae. De wetenschappelijke naam van het geslacht werd in 1898 gepubliceerd door Clinton Hart Merriam. 

## Soorten
Er worden 3 soorten in dit geslacht geplaatst:
- Megadontomys cryophilus (Musser, 1964)
- Megadontomys nelsoni (C. H. Merriam, 1898)
- Megadontomys thomasi (C. H. Merriam, 1898) – Thomas' reuzenhertmuis